# 滅亡
| ウィキペディアには「滅亡」という見出しの百科事典記事はありません（タイトルに「滅亡」を含むページの一覧/「滅亡」で始まるページの一覧）。 代わりにウィクショナリーのページ「滅亡」が役に立つかもしれません。 |